# Leonor Gonzaga
Leonor Gonzaga (em italiano: Eleonora; Mântua, 23 de setembro de 1598 – Viena, 27 de junho de 1655), foi uma princesa italiana, Imperatriz consorte do Sacro Império Romano-Germânico, casada com Fernando II, Sacro Imperador Romano-Germânico.
Foi também Arquiduquesa consorte da Áustria, Rainha Consorte da Germânia, da Hungria e da Boêmia.

## Biografia

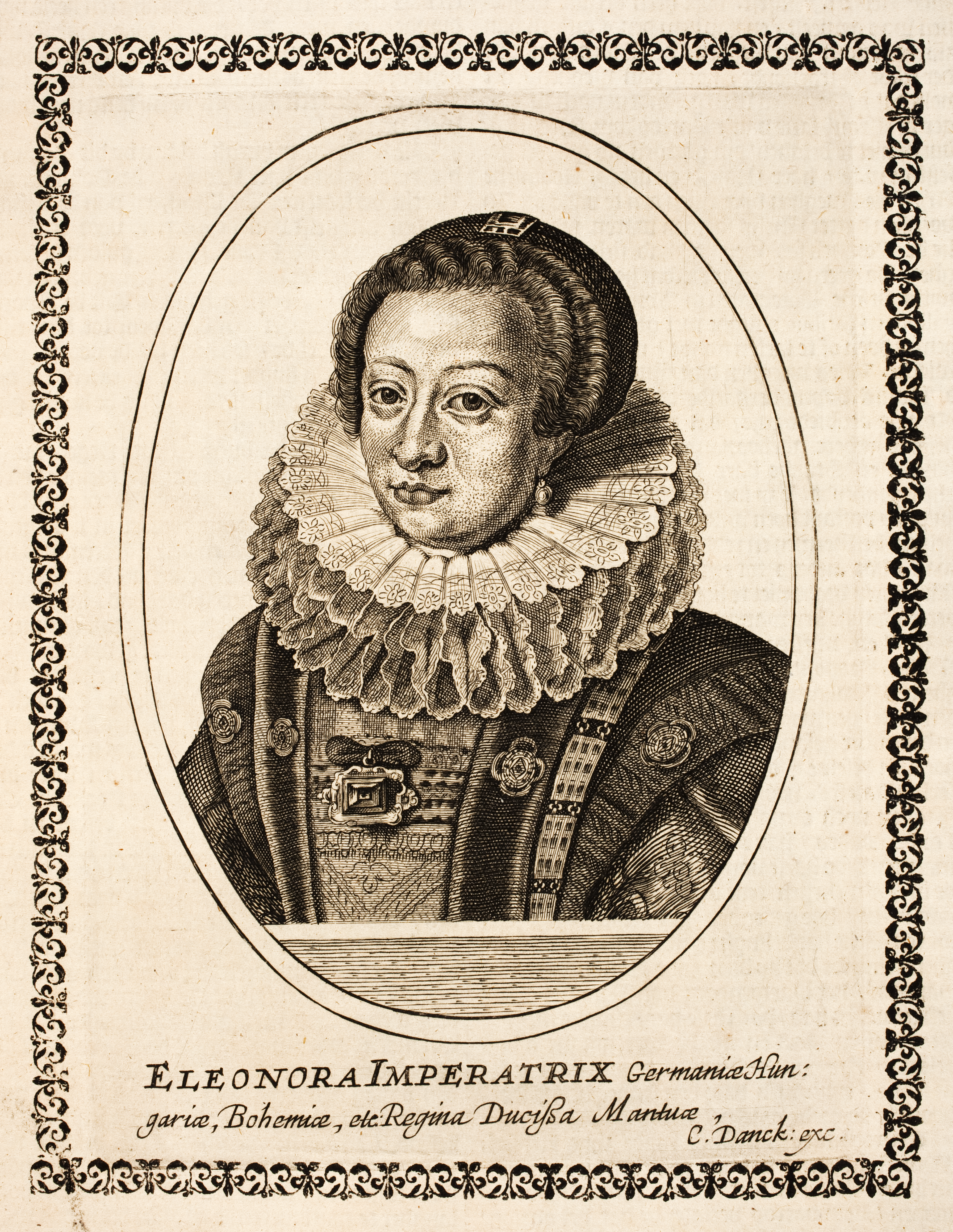
Gravura de Leonor Gonzaga

Nascida em Mântua em 1598, Leonor era a filha mais nova do duque Vicente I Gonzaga de Mântua e de Leonor de Médici.
Leonor passou a sua infância na côrte de Mântua. Famosa pela sua beleza singular, casou com Fernando em Innsbruck em 2 de fevereiro de 1622, uma vez que a anterior mulher do imperador, Maria Ana da Baviera, morrera em 1616. Ao contrário do esperado, a família Gonzaga não beneficiou desta ligação, uma vez que os conselheiros do Imperador não apoiavam a aliança. As tropas imperiais capturaram e destruíram Mântua em 1630 durante a Guerra da Sucessão de Mântua.
O Núncio papal Caraffa descreveu Leonor não só como muito bela mas também piedosa, tendo estabelecido conventos Carmelitas, quer em Graz, quer em Viena. 
O casal não teve descendência, mas Leonor tornou-se madrasta dos quatro filhos sobreviventes do anterior casamento de Fernando, de onde se salienta o sucessor do marido que viria a ser o imperador Fernando III.
Leonor morreu em Viena em 1655 sendo primeiro sepultada no convento Carmelita da Capital  Austríaca até que o seu corpo foi transferido, em 1782, para a Catedral de Santo Estêvão na mesma cidade.

## Galeria

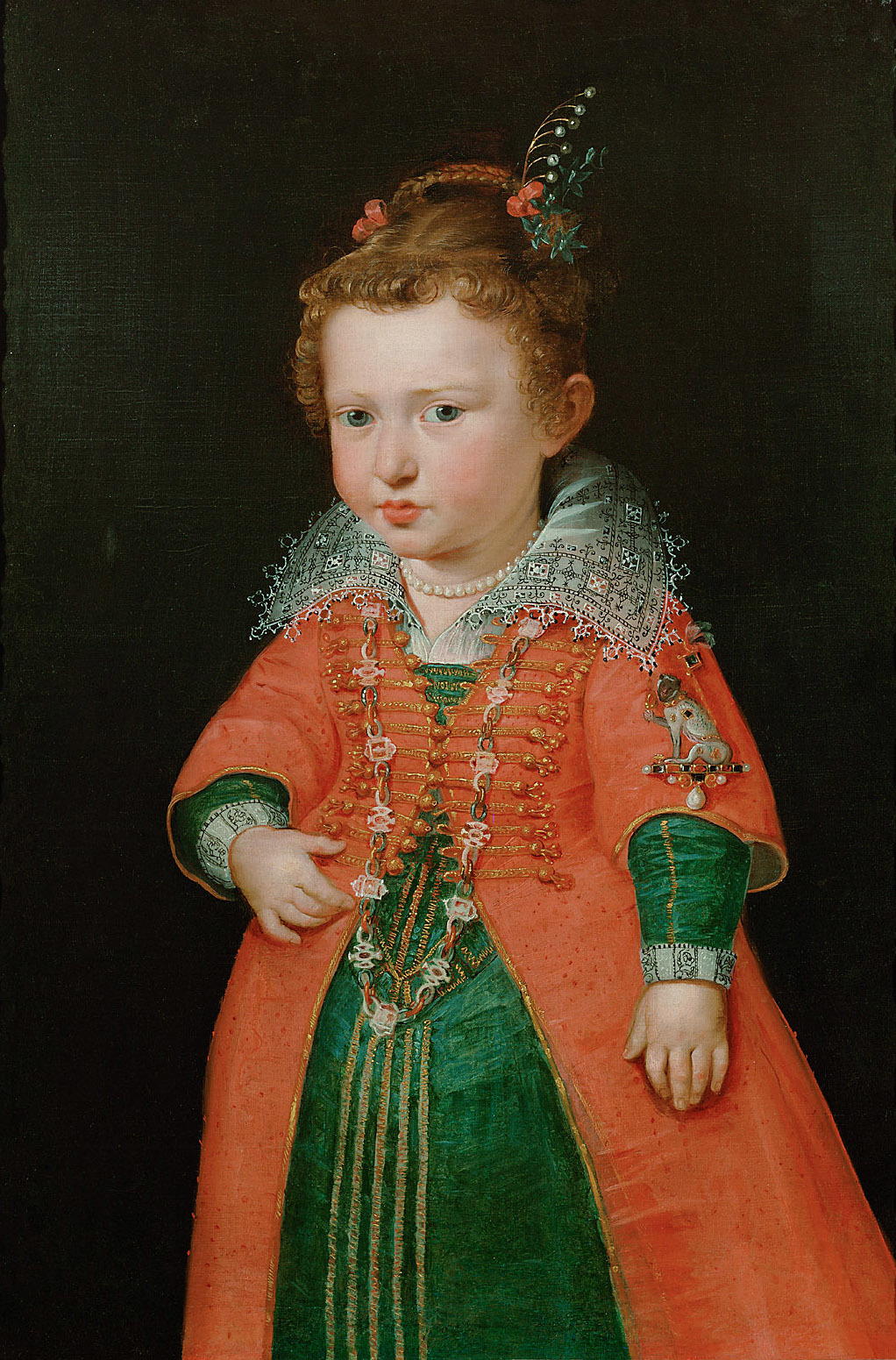
Leonor em criança, possivelmente uma obra de Rubens.
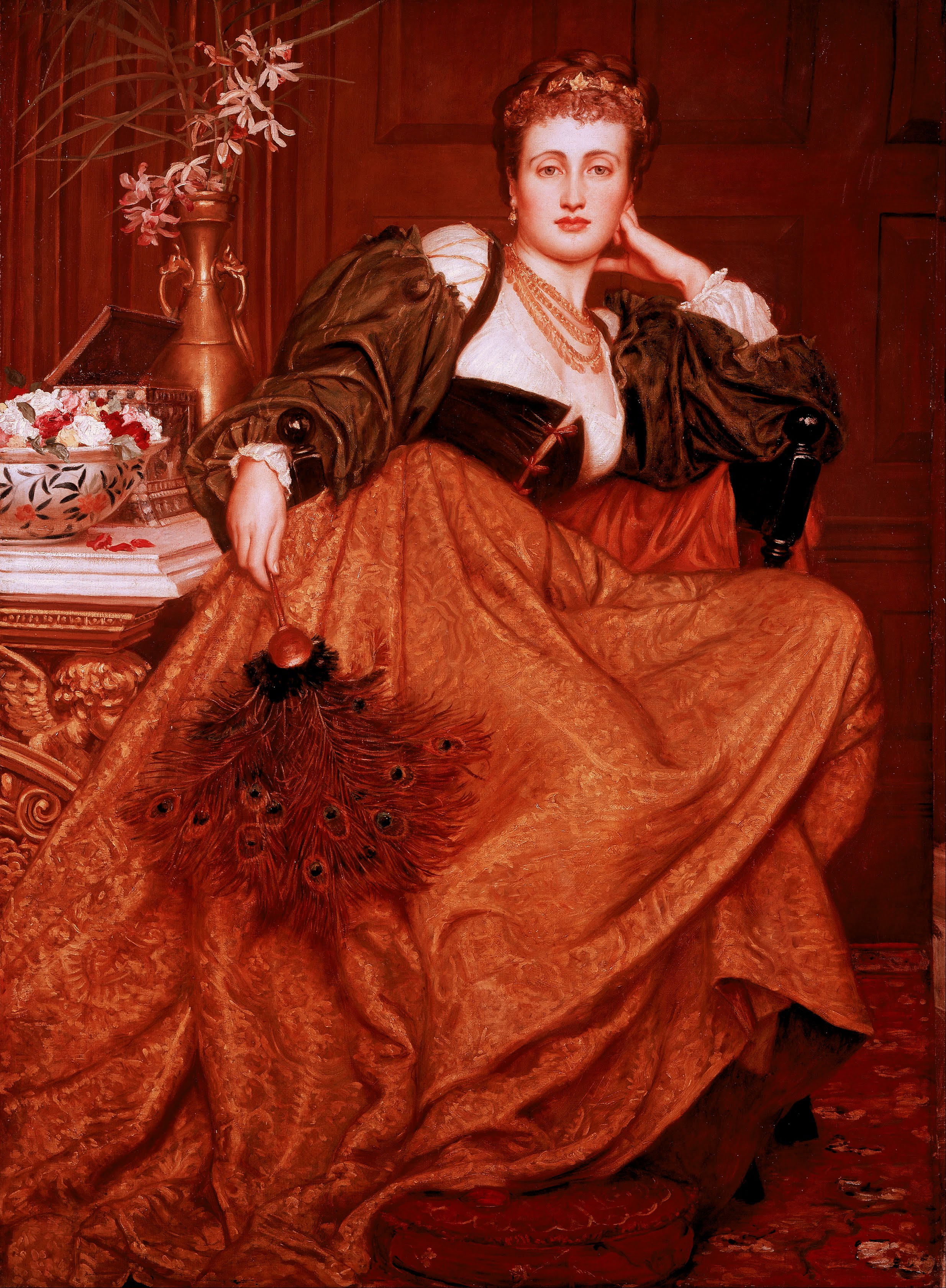
Leonor em 1873, em retrato de Valentine Cameron Prinsep.
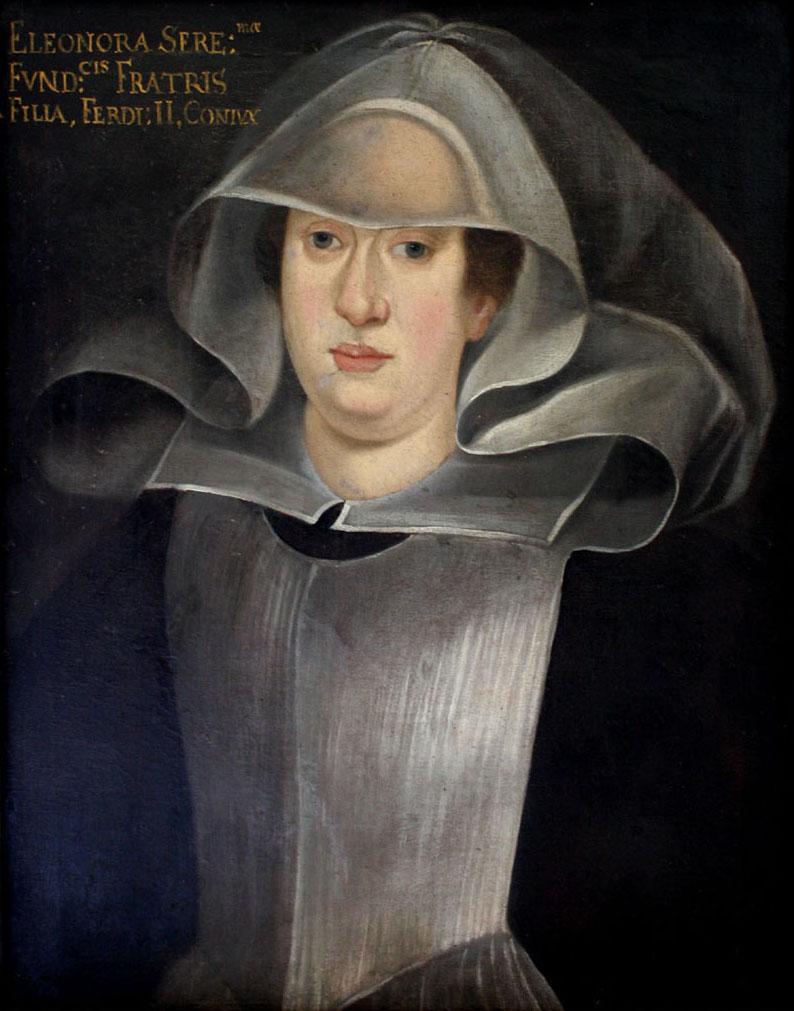
Leonor já viúva.